# Великочернігівське джерело
Великочернігівське джерело — гідрологічна пам'ятка природи, розташонава у Станично-Луганському районі Луганської області на північній околиці села Велика Чернігівка. Заповідана рішеннями Ворошиловградської обласної Ради від 7 грудня 1971 року, від 1 серпня 1972 року, від 28 червня 1984 року.

## Площа
Загальна площа — 0,1 га.

## Опис
Великочернігівське джерело — найкрупніше природне джерело питної води в басейнах рік Євсуг і Ковсуг. Каптоване криницею. Низхідне.
Живить річку Ковсуг.